# 桑原秀侍
桑原 秀侍（くわはら しゅうじ、2002年5月29日 - ）は、熊本県熊本市出身のプロ野球選手（投手・内野手・育成選手）。右投右打。福岡ソフトバンクホークス所属。

## 経歴

### プロ入り前
熊本市立泉ヶ丘小学校3年生から「中島サンダース」で軟式野球を始め、エース、4番、主将を務めた。熊本市立湖東中学校では「熊本中央ボーイズ」に所属する。小中学時代のチームメイトに津田啓史がいる。中学3年生時には2017世界少年野球大会の日本代表に選出される。同大会には後に同期入団する井上朋也も選出されていた。
高校は鹿児島県いちき串木野市の神村学園高等部に進学。1年生の夏からベンチ入りする。2年生の夏の第101回全国高等学校野球選手権大会に出場を果たし、1回戦の対佐賀北高等学校戦では「5番・左翼手」で出場し、2安打1打点の活躍をする。3年生の夏の第102回全国高等学校野球選手権大会はコロナ禍により中止となり、代替試合として行われた夏季鹿児県高等学校野球大会では、決勝戦で「3番・遊撃手」で先発出場し、決勝打となるソロ本塁打を放ち、9回途中から救援登板し県大会優勝を果たした。8月30日に阪神甲子園球場で行われたプロ志望高校生合同練習会では投手として参加するなど、高校時代は投手、遊撃手、左翼手として試合に出場していた。
2020年10月26日に行われたプロ野球ドラフト会議にて、福岡ソフトバンクホークスから育成ドラフト3巡目指名され、11月10日、支度金300万円、年俸360万円（金額は推定）で契約合意に達し、12月10日に入団発表会見が行われた。背番号は124。

### ソフトバンク時代
2021年は、二軍公式戦での登板はなく、三軍戦は34試合（53回1/3）に登板して、4勝1敗、防御率2.70という成績だった。10月頃に球団から二刀流の挑戦を打診され、フェニックスリーグでは代打で試合出場して安打を放ち、秋季練習からは野手の練習もスタートさせた。
2022年、投手・野手としてともに二軍公式戦の出場は無かったが、三軍では投手として33試合の登板で104回2/3を投げ、5勝6敗、防御率4.99、打者としては44試合に出場し、打率.148、1打点、1盗塁と苦しんだ。
2023年は主に野手としてプレーし、9月23日の二軍公式戦、対阪神タイガース戦において二軍戦に初出場し、勝ち越しとなる適時打を放つ。三軍・四軍戦では投手として15試合の登板で25回1/3を投げ、1勝1敗、防御率3.91、打者として126試合に出場し、打率.286、10本塁打、34盗塁、77打点の成績を残す。
11月25日から4年ぶりに台湾で開催された2023アジアウインターベースボールリーグのNPB RED選抜に選出され、野手として19試合に出場し、打率.185、1本塁打、4打点を記録する。
2024年からは、守備位置の登録が投手から内野手へ正式に変更された。二軍戦では28試合に出場し、打率.164、1本塁打、3打点という成績にとどまった。

## 選手としての特徴・人物
左足を高く上げる投球フォームから、最速149km/hのストレート。変化球はフォーク、チェンジアップを投げる本格派の右腕。野手としては遠投120メートル、高校通算17本塁打を記録した。
高校の2学年先輩に、同じく福岡ソフトバンクホークスに入団した渡邉陸と広島東洋カープに入団した羽月隆太郎がいる。

## 詳細情報

### 背番号
- 124（2021年[11] - ）

### 登場曲
- 「Balls Out (feat. MIYACHI & Shurkn Pap)」¥ellow bucks（2021年）
- 「ビリーヴ」GReeeeN（2021年）
- 「ただ、ありがとう」 MONKEY MAJIK（2022年）
- 「TOHIKO」 MAY-DOG（2022年 - ）
- 「[Walk This Way (feat.AKLO)」 ZORN（2023年 - ）